# 穆罕默德·马赫福兹
穆罕默德·马赫福兹下士 （1944年10月25日—1971年12月18日）是一名巴基斯坦陸軍士兵，在第三次印巴战争中阵亡后，被授予巴基斯坦最高军事榮譽尼山·海德尔勳章。

## 早年
马赫福兹1944年10月25日出生在旁遮普省的拉瓦爾品第，原名马赫福兹·阿旺。他于1962年10月25日作为步兵加入巴基斯坦军队。

## 陣亡
在第三次印巴战争期间，旁遮普第15团的一个连由43团指挥，该团部署在印度边界某區。1971年12月16日，巴基斯坦在达卡签署了投降书,1971年12月18日，在一個哨所对敌人的攻击中，他的连被敌人的炮火压制，他的机枪被印度炮弹摧毁。旁遮普省43团在蘇巴·薩德少校(也在同一场战斗中阵亡)的指挥下，前来寻求支持，并奋力战斗，直到夺取一座战略重镇。尽管馬夫茲腿部被弹片打伤，但他还是朝敌人的一个掩体走去，那里的炮火导致许多巴基斯坦軍人陣亡。一进入掩体，他就和敌军士兵扭打起來，不久之后，他被另一名敵軍士兵用刺刀刺杀。

## 後續
战争结束后，印度军队立即表彰了他的勇敢，并表示，如果他在印度军队中，他们将授予他一枚Vir Chakra。1972年3月23日，馬夫茲被追授巴基斯坦最高英勇勋章尼山·海德尔勋章。